# Grapeland, Texas
Grapeland là một thành phố thuộc quận Houston, tiểu bang Texas, Hoa Kỳ. Năm 2010, dân số của xã này là 1489 người.

## Dân số
- Dân số năm 2000: 1451 người.
- Dân số năm 2010: 1489 người.